# Another Way to Shine
Another Way to Shine är bandet Spiritual Beggars andra musikalbum, utgivet 1996.

## Låtlista
1. "Magic Spell" - 5:03
2. "Blind Mountain" - 4:41
3. "Misty Valley" - 6:47
4. "Picking from the Box" - 4:20
5. "Nowhere to Go" - 6:24
6. "Entering into Peace" - 6:07
7. "Sour Stains" - 5:50
8. "Another Way to Shine" - 4:54
9. "Past the Sound of Whispers" - 5:57

## Medverkande
- Christian "Spice" Sjöstrand - sång
- Michael Amott - gitarr
- Ludwig Witt - trummor